# Serbocroata
El serbocroata o croatoserbio (srpskohrvatski o hrvatskosrpski) es una lengua eslava meridional, hablada principalmente en Croacia, Serbia, Bosnia y Herzegovina, Montenegro y partes de Kosovo. Es una lengua pluricéntrica, compuesta por cuatro variedades literarias (el croata, el bosnio, el serbio y el montenegrino). La relación entre estas últimas es similar a la similitud entre las variedades formales del español en América y España. Se trata de una situación lingüística bastante equiparable, con el añadido de que las diferencias son aún menores entre las cuatro variedades de este idioma.
La principal diferencia entre los distintos estándares escritos es el alfabeto. En Croacia y Bosnia y Herzegovina habitualmente se emplea alfabeto latino, mientras que en Serbia y Montenegro tradicionalmente se ha hecho uso del alfabeto cirílico, aunque todas las variantes o dialectos se pueden escribir indistintamente en los dos alfabetos.
La denominación se usó desde 1836 (acuñado por el lingüista y filólogo esloveno Jernej Kopitar) hasta las guerras en Yugoslavia a principios de los años 1990. Fue una de las lenguas oficiales (junto al albanés, el esloveno y el macedonio) de este país. Desde su desintegración, se han promovido las designaciones regionales croata, serbio, bosnio y montenegrino para el mismo idioma con el fin de incentivar y promover la identidad nacional de los países sucesores de la antigua Yugoslavia.
Históricamente, las lenguas eslavas del sur formaban un continuo dialectal. La turbulenta historia de la zona, debida sobre todo a la expansión del Imperio otomano, dio lugar a un mosaico de diferencias dialectales y religiosas. Debido a las migraciones de población, el shtokavo se convirtió en el supradialecto más extendido en los Balcanes occidentales, adentrándose hacia el oeste en la zona anteriormente ocupada por el chakavo y el kajkavo (que se fusionó con el esloveno en el noroeste). Los bosnios, croatas y serbios difieren en religión e históricamente han formado parte de círculos culturales diferentes, aunque gran parte de las naciones han convivido bajo la dominación extranjera. Durante ese periodo, la lengua recibió diversos nombres, como «eslava» en general o «serbia», «croata» o «bosnia» en particular. De forma clasicista, también se denominaba «ilirio».
El proceso de estandarización lingüística del serbocroata se inició originalmente en el Acuerdo Literario de Viena de mediados del siglo XIX por escritores y filólogos croatas y serbios, décadas antes de que se estableciera un estado yugoslavo. Desde el principio, hubo normas literarias serbias y croatas ligeramente diferentes, aunque ambas se basaban en el mismo dialecto del shtokavo, el herzegovino oriental. En el siglo XX, el serbocroata sirvió como lingua franca del país de Yugoslavia, siendo la única lengua oficial en el Reino de Yugoslavia (cuando se llamaba «serbocroato-esloveno»), y posteriormente la lengua oficial de cuatro de las seis repúblicas de la República Federal Socialista de Yugoslavia. La desintegración de Yugoslavia afectó a las actitudes lingüísticas, de modo que las concepciones sociales de la lengua se separaron a lo largo de líneas étnicas y políticas. Desde la desintegración de Yugoslavia, el bosnio también se ha establecido como norma oficial en Bosnia-Herzegovina, y existe un movimiento para codificar]] una norma montenegrina independiente.
Al igual que otras lenguas eslavas meridionales, el serbocroata tiene una fonología sencilla, con el sistema común de cinco vocales y veinticinco consonantes. La gramática serbocroata evolucionó a partir de la eslavo común, con una flexión compleja, conservando siete casos gramaticales en sustantivos, pronombres y adjetivos. Los verbos presentan imperfectivo o aspecto perfectivo, con un sistema de tiempos moderadamente complejo. El serbocroata es una lengua pro-drop con un orden de palabras flexible, siendo sujeto-verbo-objeto el predeterminado. Se puede escribir tanto en variantes localizadas del Latín (alfabeto latino de Gaj, Latín montenegrino) como en Cirílico (Cirílico serbio, cirílico montenegrino), y la ortografía es altamente fonémica en todos los estándares. A pesar de las muchas similitudes lingüísticas, los rasgos que separan todas las variedades estandarizadas son claramente identificables, aunque estas diferencias se consideran mínimas..

## Historia
La denominación «serbocroata» nació como tal en el siglo XIX, a consecuencia del Acuerdo de Viena entre filólogos serbios y croatas, por el cual se adoptaba el dialecto novo-štokavski de variante ijekavski, originario de Herzegovina oriental, como base del lenguaje literario común a ambos pueblos.
Cabe destacar que la variante lingüística adoptada es la misma en la que se basó Vuk Stefanović Karadžić para realizar su reforma de la lengua literaria serbia. Las peculiaridades de la reforma de Karadžić siguen presentes en las actuales lenguas literarias croata y bosnia, a pesar de los esfuerzos nacionalistas por marcar las diferencias respecto a la lengua serbia.
En 1960 se publicó la Ortografía del idioma literario serbocroata o croatoserbio, sobre la base del Acuerdo de Novi Sad de filólogos serbios y croatas. Este acuerdo dejó de aplicarse en 1991, cuando Croacia se independizó de Yugoslavia. Desde entonces no existe ninguna academia de la lengua conjunta que regule el idioma serbocroata como tal; se han iniciado procesos de divergencia en las distintas repúblicas por la guerra, los nacionalismos, así como también la búsqueda de individualidad en cada uno de los pueblos y antiguas repúblicas yugoslavas.

### El nombre del idioma

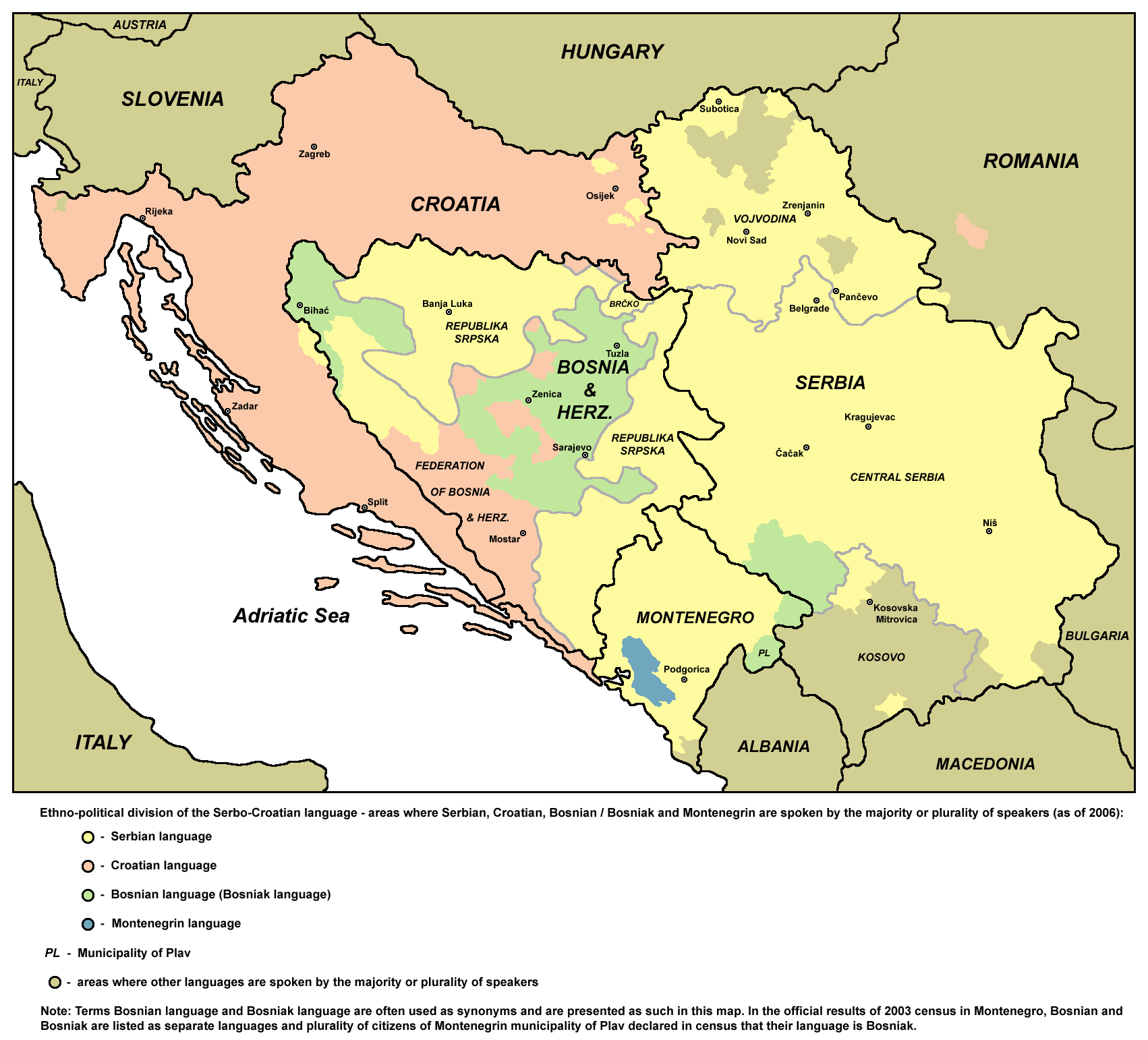
Variedades etno-políticas.

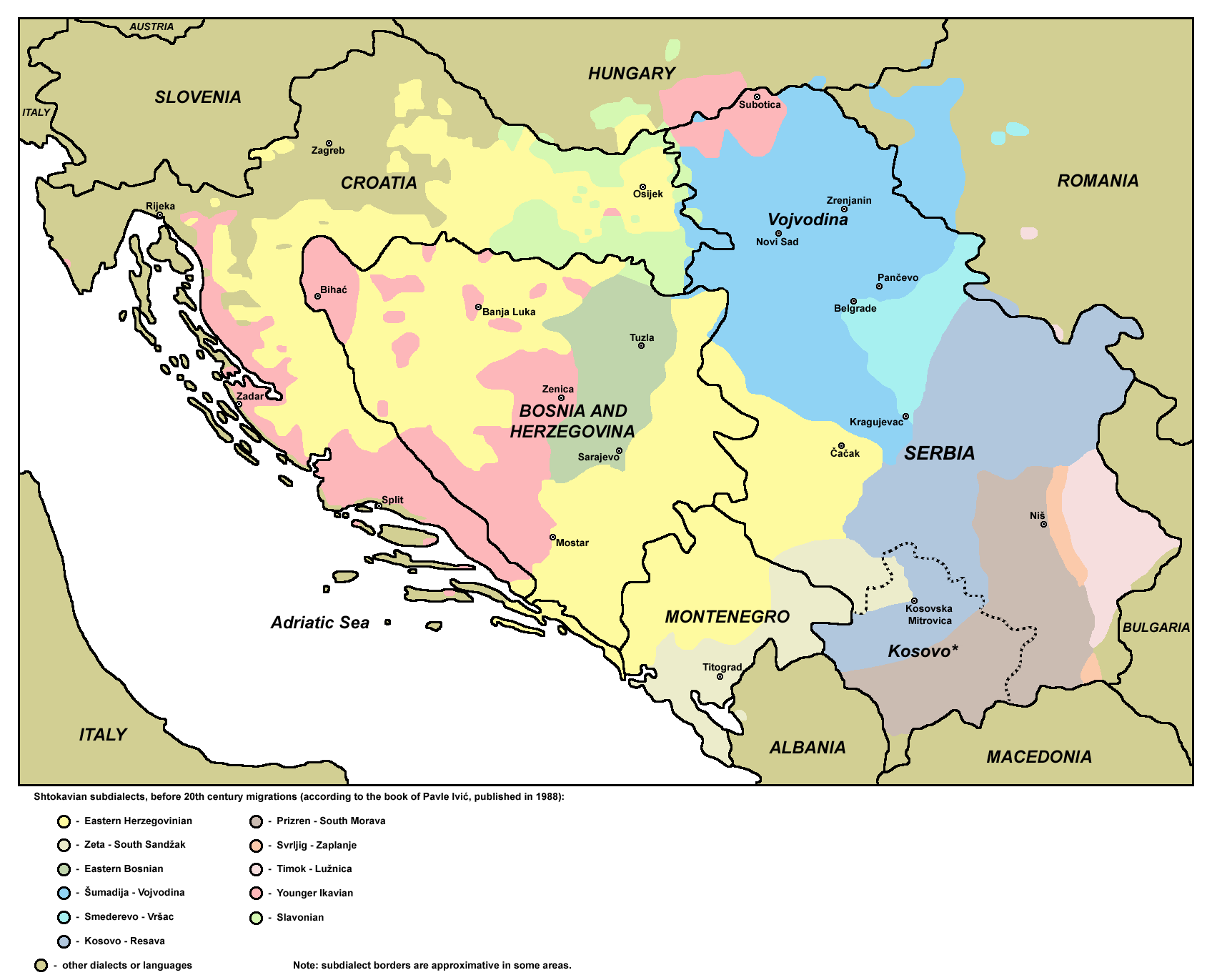
Subdialectos del dialecto estocavo.

La idea de unir novo-štokavski surgió por primera vez en el 1850. Tras el colapso de Yugoslavia, la denominación "serbocroata" es considerada incorrecta políticamente, y el habla de cada estado es considerado un idioma distinto en cada estado, así legalmente surgieron los idiomas serbio, croata, montenegrino y bosnio en Serbia, Croacia, Montenegro y Bosnia y Herzegovina, respectivamente. Sin embargo todas estas variedades son muy similares, y presentan escasas diferencias gramaticales y de entonación que no impiden el entendimiento mutuo. La principal diferencia entre la antiguamente llamada "variante oriental" (serbio) y la "variante occidental" (croata) se encuentra en el tratamiento de la antigua vocal eslava yat: en variante oriental (al igual que en esloveno), esta vocal dio e, mientras que en la variante occidental dio je o ije (de forma similar al ruso). Teniendo en cuenta esta diferencia, se habla de "variante ekavski" y "variante ijekavski". Pero, como un número considerable de los serbios vivía y todavía vive en Croacia, Bosnia y Montenegro, es decir en los territorios de la variante occidental, el estándar croata y serbio reconocen ambas variantes como correctas: ekavski y ijekavski.
Ejemplos:
serbio: zvezda (estrella), devojka (chica), čovek (hombre)
croata: zvijezda, djevojka, čovjek
Hay además otra variante llamada "ikavski", es decir, en la cual la yat dio i (de forma similar al ucraniano). Las dos formas son gramáticamente correctas, y la diferencia en pronunciación es casi nula.
ikavski: zvizda, divojka, čovik
ijekavski: zvijezda, djevojka, čovjek
Por otro lado, existen algunas diferencias de vocabulario.
croata: kruh (pan), zrak (aire)
serbio: hleb (pan), vazduh (aire)
En los últimos tiempos se observa también un proceso de creación de nuevas palabras o de renovación léxica. Es el caso de la palabra croata "zrakoplov" (literalmente, "aero-navegador"), que antiguamente se refería a los globos aerostáticos, pero que fue reintroducida recientemente en lugar de la palabra avion (que es la que se sigue usando en serbio). En la práctica, estas palabras todavía se usan con poca frecuencia en la lengua coloquial.
La enciclopedia Wikipedia está disponible tanto en serbocroata, como en serbio, croata y bosnio.

## Dialectos
Una clasificación divide el idioma serbocroata en cuatro variantes principales: ikavski, ekavski, ijekavski y jekavski. No se trata propiamente de dialectos, sino de variantes en relación con la evolución de la vocal protoeslava yat a: i, e, ije, je.
Ejemplos:
Ikavski: divojka, zvizda, misto, razumit, rika, dil
Ijekavski: djevojka, zvijezda, mjesto, razumjeti, dijel/dijeo
Por otra parte el idioma serbocroata se subdivide en tres divisiones según el pronombre interrogativo 'qué':
- la chacava (čakavski) usa cha (ča) o tsa (ca); es la más antigua y tiene muchas palabras tomadas de las lenguas neolatinas.
- la kaikava (kajkavski) usa kay (kaj); utilizada especialmente en el área norte de Croacia: Zagreb.
- la stokava (štokavski) usa shto (što) o shta (šta), actualmente la más difundida y la más parecida al serbio.

La variante chacava del serbocroata, la cual es la hablada en la región de Dalmacia, especialmente en la capital regional, Split, la antigua "Spalato"; tiene más del 59,4% de palabras tomadas de lenguas neolatinas, y es el núcleo del actual idioma croata, derivado del serbocroata pero ya denominado como idioma propio por algunos académicos locales.
|  |  |

## Oficialidad
El serbocroata, bajo distintas denominaciones, es un idioma oficial o cooficial en los siguientes países:
| Nombre                                       | Capital                    | Bandera | Escudo | Localización |
| -------------------------------------------- | -------------------------- | ------- | ------ | ------------ |
| Bosnia y Herzegovina                         | Sarajevo                   |         |        |              |
| Croacia(2)                                   | Zagreb                     |         |        |              |
| Montenegro(4)                                | Podgorica                  |         |        |              |
| Serbia(5) Kosovo y Metojia(5a) Voivodina(5b) | Belgrado Priština Novi Sad |         |        |              |

## Escritura
Además de las variantes mencionadas, existen las variantes diferenciadas por el alfabeto, ya que antiguamente se empleó el alfabeto glagolítico, que se sustituyó luego en el uso por el alfabeto latino en el oeste (principalmente usado en el croata y esloveno) y por el llamado cirílico (usado por los idiomas serbio, macedonio y el montenegrino) en el este.